# Anisodes punctulosa
Anisodes punctulosa là một loài bướm đêm trong họ Geometridae.